# Arthur L. Samuel
Arthur Lee Samuel (* 5. Dezember 1901 in Emporia, Kansas; † 29. Juli 1990 in Stanford, Kalifornien) war ein US-amerikanischer Elektroingenieur und Informatiker und Pionier auf dem Gebiet der Computerspiele und künstlichen Intelligenz.

## Leben
Samuel studierte am Emporia College und Elektrotechnik am Massachusetts Institute of Technology (MIT) mit dem Master-Abschluss 1926, wo er danach zwei Jahre Instructor war. Ab 1928 arbeitete er an den Bell Laboratories, wo er überwiegend an Vakuumröhren arbeitete, im Zweiten Weltkrieg vor allem für die Radarentwicklung. Er erfand eine spezielle Röhre, die es erlaubte, eine Antenne zwischen der Funktion als Empfänger und Sender umzuschalten (TR Röhre, T für transmit, R für receive). Nach dem Zweiten Weltkrieg ging er 1946 als Professor an die University of Illinois at Urbana-Champaign, wo er am ILLIAC-Projekt einer Serie von frühen Großrechnern beteiligt war. Er ging aber vor Fertigstellung des ersten Illiac-Rechners 1949 zu IBM nach Poughkeepsie. Dort entwickelte er einige der ersten Hashtabellen, demonstrierte die Fähigkeiten der IBM 701 (der ersten kommerziellen elektronischen Computer von IBM) mit einem Dame-Programm (Checkers-Variante), war an der Entwicklung von Williamsröhren als Speicher für Computer beteiligt und war an der frühen Forschungsarbeit zur Verwendung von Transistoren in Computern bei IBM beteiligt. Ab 1966 (als er bei IBM in den Ruhestand ging) war er Professor an der Stanford University. Dort arbeitete er unter anderem mit Donald Knuth an dessen TeX-Softwaresystemen. In Stanford lehrte er bis 1982 und programmierte weiter bis ins hohe Alter von 86 Jahren. Er starb an den Folgen einer Parkinson-Krankheit.
Sein Dame-Programm bei IBM (1956) verwendete Alpha-Beta-Suche und war lernfähig, insbesondere in seinen späteren Versionen - Samuel arbeitete daran bis in die 1970er Jahre und entwickelte verschiedene Techniken des maschinellen Lernens. Es war eine der ersten Anwendungen künstlicher Intelligenz und erregte damals große Beachtung. Außerdem war es eine der ersten nicht-numerischen Anwendungen von Computern und Samuels Forderung nach logischen Operationen in den Befehlssätzen wurde in die Hardware-Entwicklung bei IBM und darüber hinaus übernommen.
Als Edward Feigenbaum und Julian Feldman 1961 ihre Anthologie zur künstlichen Intelligenz Computers and Thought zusammenstellten, baten sie Samuel um einen Beitrag über sein Spielprogramm für Checkers und baten ihn, im Anhang das beste Spiel des Programms wiederzugeben. Samuel nahm das zum Anlass, den Landesmeister von Connecticut herauszufordern (Nr. 4 in der US-Rangliste). Das Programm gewann und das Spiel wurde in dem Buch abgedruckt.
Später arbeitete er auch in der Spracherkennung.
1987 erhielt er den Computer Pioneer Award der IEEE. 1946 wurde er Ehrendoktor des Emporia College. Er war Fellow des IEEE, der American Physical Society, des IRE (Institute of Radio Engineers), der American Association for the Advancement of Science und der Association for Computing Machinery.
Er war Herausgeber des IBM Journal of Research and Development und spielte auch eine große Rolle im Wissenschaftsmanagement bei IBM, zum Beispiel in der Etablierung der europäischen Laboratorien (mit dem bedeutendsten nahe Zürich).

## Veröffentlichungen
- AI, Where It Has Been and Where It Is Going; IJCAI 1983
- The Banishment of Paper-Work; AI Magazine 4
- Symposium on Pattern Recognition; IFIP Congress 1962
- Programming Computers to Play Games; Advances in Computers 1, 1960
- Artificial intelligence - a frontier of automation; 1962